# Gara Paris-Est
Gara de Est este o gară care deservește orașul Paris, Franța. 